# Amelia Matilda Murray
Amelia Matilda Murray (Kenton, 30 de abril de 1795 — Malvern, 7 de junho de 1884) foi uma botânica, escritora e membro da corte britânica.